# Индекс на Милър
Кристалографският индекс на Милър е система за означаване на разположението на кристалните плоскости в пространството. Всяка кристална форма се състои от симетрично разположени еквивалентни стени, съответстващи на атомни мрежи в триизмерната пространствена решетка, която от своя страна се определя най-общо чрез елементарна клетка с ребра и междуребрени ъгли. Индексът на Милър представлява група от цифри, определящи разположението на атомните плоскости и еквивалентните стени в кристалната решетка по отношение на избрана координатна система, която не винаги е декартова. В частност положението на плоскостите на кристалната решетка се определят от три цели числа, приети условно като h, k и l, затворени в кръгли скоби (hkl) и наречени индекс на Милър – например (001) (110) (102). Ориентацията на тези плоскости може да бъде определена чрез координатите на точките, в които те се пресичат с основните кристалографски оси на твърдото тяло.
- Записани в кръгли скоби (hkl) означават индекс на Милър за единична плоскост от кристалната решетка.
- Записани в големи скоби {hkl} означават индекс на Милър за съвкупността от всички равностойни плоскости на кристалната решетка, успоредни една на друга, т.е. изразява простата кристалографска форма.
- Записани в квадратни скоби [hkl] характеризират направлението на ребрата, съответстващи на атомните редици в кристалната структура. Изразяват посоката на вектора на тези ребра и са изчислени на базата на обикновени, а не реципрочни стойности. Трите числа, затворени в квадратни скоби се наричат индекс (параметри) на Вайс.[3][4] Квадратни скоби се използват още и при обозначаване на ръбовете на кристалните форми.[2][5]

Когато кристалната решетка се характеризира с четирираменен осен кръст (при тригонална и хексагонална сингония, моноклинни и триклинни кристали), индексът на Милър се изразява с четири цифри, затворени в кръгли скоби – съответно за стена и проста кристалографска форма, например (0001). При тях първите три оси не са самостоятелни, а взаимно свързани, а оттук това се отнася и до първите три цифри в индекса.
Индексът на Милър е въведен през 1839 г. от британския минералог и кристалограф Уилям Халоус Милър.

## Определяне на индекса на Милър
При изчисляване индекса на Милър за една кристална решетка се извършват следните стъпки:
- Намират се точките на пресичане на плоскостта на кристалната решетка с осите X, Y и Z от координатната система.
- Взимат се реципрочните стойности на координатите на тези точки.
- Преработват се до начин, удобен за ползване, като вместо тях за стойности на индекса се приемат най-малките цели числа, отговарящи на математическите отношения между тези реципрочни стойности.[8]

Съществуват няколко варианта на пресичане на осите на координатната система от плоскостите на кристалната решетка.
- Пресичане само на една от осите
- Пресичане на две от осите. Стени, които са успоредни на една от кристалографските оси се обозначават като призматични стени.
- Пресичане и на трите оси. Стените, които пресичат и трите кристалографски оси се наричат пирамидални стени.
- Пресичане на равни разстояния от началото на координатната система
- Пресичане на различни разстояния от началото на координатната система.[5]

## Индекс на Милър при кубична кристална решетка
Плоскости на кристалната решетка, успоредни на осите Y и Z
Най-простият вариант се получава, когато се разгледа кубична кристална решетка, на която една от плоскостите е успоредна на осите Y и Z. В такъв случай тя пресича оста X в точка A, а останалите две оси Y и Z – в безкрайността, тъй като плоскостта е успоредна на техните направления. Следователно пресичането на плоскостта на кристала с координатните оси става в точките A, {\displaystyle \infty } и {\displaystyle \infty }. Винаги има кристална плоскост, успоредна на разглежданата, която пресича оста X в точка на разстояние 1 от началото на координатната система. Индексът на Милър се получава като се вземат реципрочните стойности на това пресичане, т.е.
Пресичане на плоскостта – {\displaystyle {\frac {1}{1}}} : {\displaystyle {\frac {1}{\infty }}} : {\displaystyle {\frac {1}{\infty }}}. Тъй като {\displaystyle {\frac {1}{1}}=1}, а {\displaystyle {\frac {1}{\infty }}=0}
за индекса на Милър се получава (1,0,0) и се записва като (100) в кръгли скоби.
Плоскости на кристалната решетка, успоредни на осите X и Y.
Когато плоскостта на кристалната решетка е успоредна на направленията на осите X и Y, то тя пресича оста Z в точка на разстояние 1 от началото на координатната система, а осите X и Y – в безкрайността. Следователно пресичането на плоскостта на кристала с координатните оси става в точките {\displaystyle \infty }, A и {\displaystyle \infty }. Аналогично на горния пример, отношението между реципрочните стойности на това пресичане са:
{\displaystyle {\frac {1}{\infty }}} : {\displaystyle {\frac {1}{\infty }}} : {\displaystyle {\frac {1}{1}}}. И тъй като {\displaystyle {\frac {1}{1}}=1}, а {\displaystyle {\frac {1}{\infty }}=0}, а самото пресичане става в точките (0,0,1)
за индекса на Милър се получава (001).
Плоскости на кристалната решетка, успоредни на осите X и Z.
Ако плоскостта на кристалната решетка е успоредна на направленията на осите X и Z, тя ги пресича в безкрайността, а оста Y – в точка на разстояние 1 от началото на координатната система. Тогава, аналогично на горните два примера, индексът на Милър се получава (010)

Плоскости на кристалната решетка, успоредни само на една от осите.
Когато плоскостта на кристалната решетка е успоредна на оста Z и пресича осите Х и Y на равни разстояния, винаги ще има плоскост, при която тези равни разстояния са единица. В този случай пресичането на осите става в точки с координати по Х – (1,0,0), по Y – (0,1,0) и по Z – в {\displaystyle \infty }, то техните реципрочни стойности стават
{\displaystyle X=1\,}, {\displaystyle Y=1\,}, {\displaystyle Z=0\,}. Тяхното отношение става {\displaystyle 1\,} : {\displaystyle 1\,} : {\displaystyle 0\,}
В такъв случай индексът на Милър се изразява с цифрите (110), затворени в кръгли скоби.
Аналогично, ако плоскостта на кристалната решетка пресича на равни разстояния осите Х и Z и е успоредна на оста Y, за индекс на Милър се получава (101). А ако пресича на равни разстояния осите Y и Z и е успоредна на оста Х, индексът на Милър се изразява с цифрите (011)

Плоскости, пресичащи на равни разстояния и трите оси.
Възможно е плоскостта на кристалната решетка, или успоредна на нея, да пресича едновременно и трите координатни оси и то на равни разстояния от началото на координатната система. Тогава точката на пресичане по оста Х има координати (1,0,0), по Y – (0,1,0) и по Z – (0,0,1). В този случай, базирайки се на казаното дотук, индексът на Милър се получава (111).
Повърхностите с индекси (001), (010), (100), (011), (101), (011) и (111) се наричат повърхности с нисък индекс при кубичната кристална система. Такива са всички кристални плоскости, при които индексът на Милър съдържа само единици и нули.

Плоскости, пресичащи на различни разстояния и трите оси.
В най-общия случай плоскостта на кристалната решетка пресича и трите оси на координатната система на различни разстояния. В случая координатите на пресечните точки са: по оста Х – (1,0,0), по оста Y – (0,2,0) и по оста Z – (0,0,3) Тъй като индексът на Милър се получава от реципрочните стойности на координатите на тези точки, то за конкретния случай, илюстриран на схемата вляво, бихме получили
{\displaystyle {\frac {1}{1}}} : {\displaystyle {\frac {1}{2}}} : {\displaystyle {\frac {1}{3}}} След привеждане под общ знаменател се получава {\displaystyle {\frac {6}{6}}} : {\displaystyle {\frac {3}{6}}} : {\displaystyle {\frac {2}{6}}}
Най-малките цели числа, които имат същото отношение помежду си са 6:3:2, определят и индекса на Милър за съответната кристална плоскост на (632).
Когато индексите на дадена кристална форма са представени с числа по-големи от 9, те се отделят с точки, например (8.12.2).

Плоскости, пресичащи осите на разстояния, по-малки от 1.
Има случаи, когато кристалната плоскост пресича координатните оси на разстояние по-малко от единица. Например при плоскост, която пресича оста Х на разстояние 2/3 от началото на координатната система, пресича Y на разстояние 1, а оста Z на разстояние 1/3. В този случай реципрочните стойности са:
{\displaystyle {\frac {3}{2}}} : {\displaystyle {\frac {1}{1}}} : {\displaystyle {\frac {3}{1}}} След привеждане под общ знаменател се получава {\displaystyle {\frac {3}{2}}} : {\displaystyle {\frac {2}{2}}} : {\displaystyle {\frac {6}{2}}}
Най-малките цели числа, които имат същото отношение помежду си са 3:2:6 и определят индекса на Милър за съответната кристална плоскост на (326).
Поради симетрията на кубичните кристали индексът на Милър за някои плоскости съдържа кратни едно на друго числа. В тези случаи той може да бъде опростен чрез обикновено съкращаване на числата. Например индексите (200) и (100) са идентични, тъй като се отнасят за успоредни една на друга плоскости.

Плоскости, пресичащи осите в областта на отрицателни стойности на координатната система.
Когато кристалните плоскости пресичат една или няколко оси от координатната система в отрицателната им част, съответните цифри от индекса на Милър също получават отрицателни стойности. В илюстрирания на схемата вляво случай отрицателна стойност (-1) имаме по оста Y, а по осите Х и Z стойностите са (+1). В този случай в индекса на Милър трябва да се запишат числата (1,-1,1) и той придобива следния вид: (111), като минусът се записва вместо пред, над съответната цифра.
В примера на дясната схема кристалната плоскост пресича оста X в отрицателната ѝ част. При нея за индекс на Милър се получава (111).

## Индекс на Милър при хексагонални и ромбоедрични структури[9]
За удобство при кристали с хексагонална и тригонална сингония към триосната координационна система се добавя четвърта координатна ос, маркирана обикновено с u, която сключва равни ъгли от 120° (2π/3) с осите x и y и е перпендикулярна на хексагоналната ос z. Осите x, y и u лежат върху повърхнината на шестоъгълната основа, а оста z е перпендикулярна на всяка една от тях. По координатната ос x за индекса на Милър се отчита стойността h, по y – стойността k, по u – стойността i и по z – стойността l. В тази четириосна система (x,y,z,u) всяка стена от елементарната кристална клетка пресича координатните оси, отсичайки от тях различни части. На базата на тази система в индекса на Милър се въвеждат вместо три, четири цифри и той придобива следния вид – (h k i l) като сборът от първите две цифри трябва да е равен на отрицателната стойност на третата цифра:
{\displaystyle h+k+i=0\,} или {\displaystyle h+k=-i\,}
При този случай h, k и l са обикновените индекси на Милър, а i е като допълнителен индекс.
Равнината на дадената схема пресича оста x в точка P на разстояние {\displaystyle 1\,}, оста y – в точка Q също на разстояние {\displaystyle 1\,}, оста u в точка S на разстояние —-{\displaystyle {\frac {1}{2}}} и оста z в точка R на разстояние {\displaystyle {\frac {1}{2}}}. Стойностите на тези координати са:
{\displaystyle {\frac {1}{1}}} : {\displaystyle {\frac {1}{1}}} : —-{\displaystyle {\frac {1}{2}}} : {\displaystyle {\frac {1}{2}}}, а техните реципрочни стойности се получават {\displaystyle 1\,} : {\displaystyle 1\,} : —-{\displaystyle 2\,} : {\displaystyle 1\,}. Следователно индексът на Милър за дадената на схемата плоскост е (1122).